# عنتر (اسم)
عنتر، اسم عربي، ومعنى العَنْتَرُ : الذُباب الأَزرق، وهو اسم علم شخصي مذكر عربي، وله انتشار في العالم العربي.
واشتقاق عنتر: عَنْتَرْتُ، أُعَنْتِرُ، عَنْتِرْ، مصدر عَنْتَرَةٌ.
- عَنْتَرَ البَطَلُ: شَجُعَ فِي الْحَرْبِ
- عَنْتَرَ الْمُغَامِرُ: سَلَكَ فِي الشَّدَائِدِ
- عَنْتَرَ خَصْمَهُ بِالرُّمْحِ: طَعَنَهُ بِهِ
- عَنْتَرَ الذُّبَابُ الأَزْرَقُ: صَاتَ، طَنَّ

## الشخصيات
- عنترة بن شداد، هو أحد أشهر شعراء العرب في فترة ما قبل الإسلام، اشتهر بشعر الفروسية، وله معلقة مشهورة. وهو أشهر فرسان العرب وأشعرهم وشاعر المعلقات والمعروف بشعره الجميل وغزله العفيف بعبلة.
- عنتر يحيى، (21 مارس 1982) لاعب كرة قدم جزائري يلعب حالياً بالترجي الرياضي التونسي في دوري الدرجة الأولى التونسي.